# Hans Hulscher

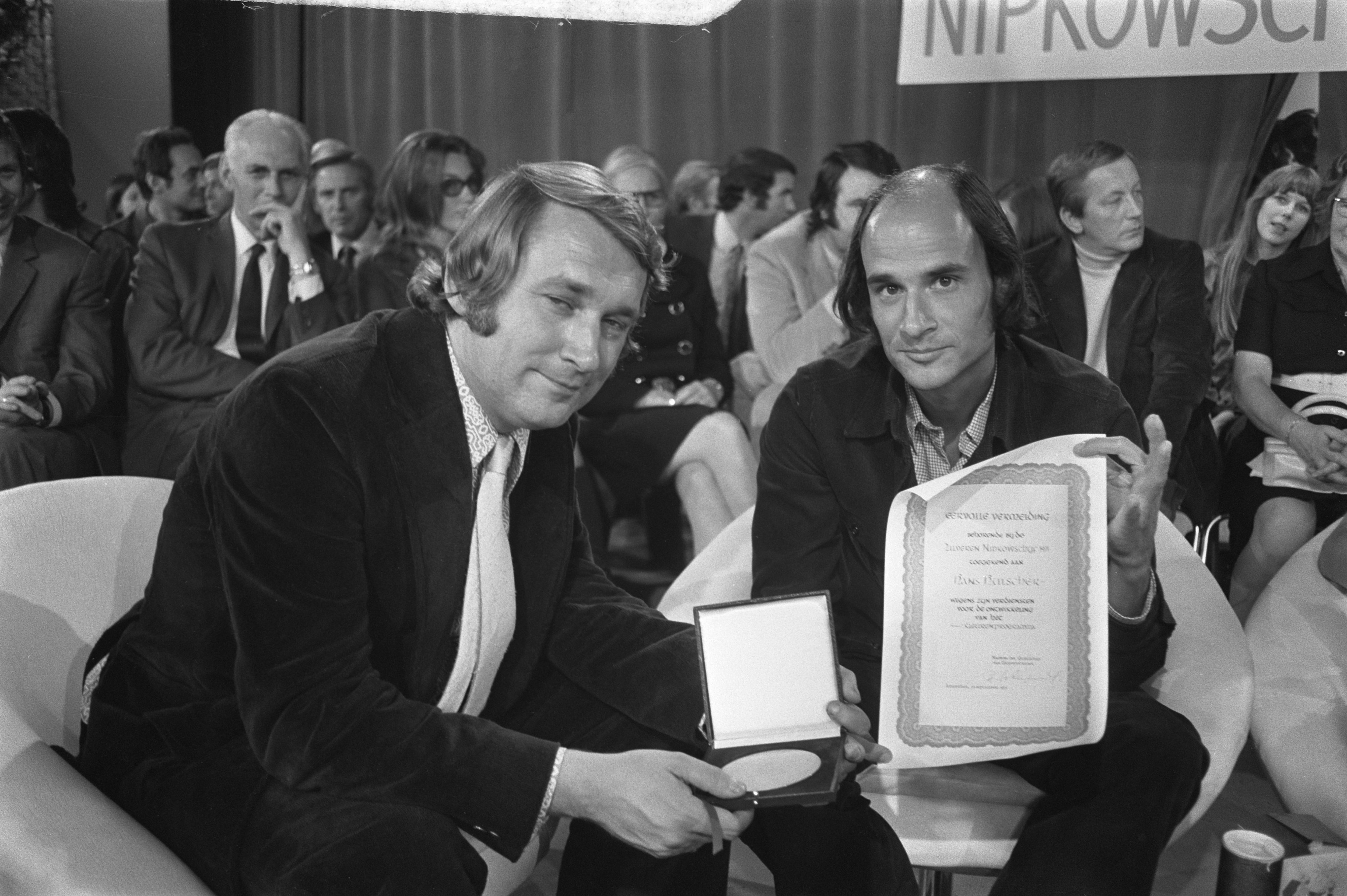
Hans Hulscher (rechts) met Koos Postema bij de uitreiking van de Zilveren Nipkowschijf 1971 waar hij als hoofd-beeldtechnicus van de NOS een eervolle vermelding kreeg.

Hans Hulscher (Bandoeng, 1939) is een Nederlands televisieproducent en -regisseur. Hij maakte vooral programma's, documentaires en films op het gebied van muziek, dans en opera. Hij was van 1975 tot 2001 verbonden aan de afdeling cultuur van NOS/NPS en werkte sindsdien zelfstandig.